# Campeonato Uruguaio de Futebol de 2025 – Segunda Divisão
A Segunda División Profesional 2025 (em português: Segunda Divisão Profissional de 2025) é a 118.ª edição da competição correspondente à Segunda Divisão do Campeonato Uruguaio de Futebol. O certame sob a organizaçaõ da Asociación Uruguaya de Fútbol (em português: Associação Uruguaia de Futebol; sigla oficial: AUF), que é a entidade máxima do futebol uruguaio. A temporada começou em 8 de março e está prevista para terminar em dezembro de 2025. Batizado em homenagem a José Ignacio Villarreal, o campeonato conta com 14 equipes na disputa. Os dois primeiros colocados e o vencedor dos play-offs de acesso garantem promoção à Primeira Divisão do Uruguai. O sorteio da tabela de jogos foi realizado em 21 de fevereiro de 2025.

## Regulamento

### Sistema de disputa
A temporada de 2025 da Segunda Divisão do Campeonato Uruguaio seguirá o mesmo formato do ano anterior. A disputa começa com o Torneo Competencia, realizado em turno único e dividido em dois grupos com sete times cada. Os primeiros colocados de cada grupo avançam à final, e o campeão garante vaga nos play-offs pelo terceiro acesso à primeira divisão — desde que não termine a temporada nas duas primeiras posições ou na zona de rebaixamento. Na segunda parte do campeonato, entra em cena o formato tradicional da divisão: fase regular de pontos corridos em turno e returno.

### Acesso à Liga AUF Uruguaya de 2026
A classificação acumulada (ou classificação geral) ao fim da fase regular define o campeão e o vice, que sobem diretamente à Primeira Divisão. Já o terceiro acesso será decidido através de um "mata-mata", com os quatro clubes melhores colocados logo abaixo do campeão e vice-campeão.

### Rebaixamento à Primera Divisional C de 2026
Por outro lado, os dois últimos colocados na média de pontos — que considera o desempenho também da temporada anterior, com exceção dos times estreantes na divisão — caem para a Terceira Divisão.

## Participantes
A temporada de 2025 da Segunda Divisão conta com 14 equipes, sendo nove delas remanescentes da edição anterior. Rampla Juniors, Fénix e Deportivo Maldonado chegaram da Primeira Divisão após o rebaixamento, substituindo Plaza Colonia, Montevideo City Torque e Juventud, que subiram para a elite ao final da última temporada. Na outra ponta, Cooper e Sud América, que caíram da Segunda Divisão na temporada passada, deram lugar ao campeão e vice da Terceira Divisão de 2024: Artigas e Central Español, respectivamente.
| Clube               | Cidade     | Departamento | Fundação               | Títulos | 2024     |
| Albion              | Montevidéu | Montevidéu   | 1 de junho de 1891     | 1       | 8°       |
| Artigas             | Montevidéu | Montevidéu   | 18 de marco de 1927    | 0       |          |
| Atenas              | San Carlos | Maldonado    | 1º de maio de 1928     | 0       | 11°      |
| Central Español     | Montevidéu | Montevidéu   | 5 de janeiro de 1905   | 5       |          |
| Cerrito             | Montevidéu | Montevidéu   | 28 de outubro de 1929  | 2       | Play-Off |
| Colón               | Montevidéu | Montevidéu   | 12 de março de 1907    | 5       | Play-Off |
| Deportivo Maldonado | Maldonado  | Maldonado    | 25 de agosto de 1928   | 0       |          |
| Fénix               | Montevidéu | Montevidéu   | 7 de julho de 1916     | 7       |          |
| La Luz              | Montevidéu | Montevidéu   | 19 de abril de 1929    | 0       | 10°      |
| Oriental            | La Paz     | Canelones    | 24 de junho de 1924    | 0       | 9°       |
| Rampla Juniors      | Montevidéu | Montevidéu   | 7 de janeiro de 1914   | 5       |          |
| Rentistas           | Montevidéu | Montevidéu   | 26 de março de 1933    | 4       | 7°       |
| Tacuarembó          | Tacuarembó | Tacuarembó   | 11 de novembro de 1998 | 1       | 12°      |
| Uruguay Montevideo  | Montevidéu | Montevidéu   | 5 de janeiro de 1921   | 0       | Play-Off |

## Torneo Competencia
A primeira fase do campeonato foi o Torneo Competencia, que reuniu os 14 times divididos em dois grupos de sete equipes cada. As equipes enfrentaram todas as adversárias de seu grupo em turno único. Os vencedores de cada chave avançaram para a final, e o campeão garantiu vaga nos play-offs de acesso à Primeira Divisão.
Em 4 de maio de 2025, o Tacuarembó se consagrou campeão do Torneo Competencia ao vencer o Atenas de San Carlos por 1 a 0, em jogo disputado no Parque Palermo, em Montevidéu. O gol da vitória foi marcado por Guido Sosa aos 27 minutos do primeiro tempo.

### Classificação do Grupo 1
| Pos | Equipe             | Pts | J | V | E | D | GP | GC | SG | Classificação                     |
| --- | ------------------ | --- | - | - | - | - | -- | -- | -- | --------------------------------- |
| 1   | Atenas             | 13  | 6 | 4 | 1 | 1 | 7  | 3  | +4 | Vai à final do Torneo Competencia |
| 2   | Central Español    | 12  | 6 | 4 | 0 | 2 | 8  | 6  | +2 |                                   |
| 3   | Albion             | 11  | 6 | 3 | 2 | 1 | 6  | 4  | +2 |                                   |
| 4   | Uruguay Montevideo | 9   | 6 | 3 | 0 | 3 | 8  | 6  | +2 |                                   |
| 5   | Rentistas          | 8   | 6 | 2 | 2 | 2 | 3  | 2  | +1 |                                   |
| 6   | Artigas            | 4   | 6 | 1 | 1 | 4 | 8  | 12 | −4 |                                   |
| 7   | Cerrito            | 3   | 6 | 1 | 0 | 5 | 7  | 14 | −7 |                                   |

### Classificação do Grupo 2
| Pos | Equipe              | Pts | J | V | E | D | GP | GC | SG  | Classificação                     |
| --- | ------------------- | --- | - | - | - | - | -- | -- | --- | --------------------------------- |
| 1   | Tacuarembó          | 14  | 6 | 4 | 2 | 0 | 7  | 3  | +4  | Vai à final do Torneo Competencia |
| 2   | Oriental            | 12  | 6 | 3 | 3 | 0 | 6  | 3  | +3  |                                   |
| 3   | Deportivo Maldonado | 11  | 6 | 3 | 2 | 1 | 9  | 5  | +4  |                                   |
| 4   | Colón               | 7   | 6 | 2 | 1 | 3 | 11 | 6  | +5  |                                   |
| 5   | Fénix               | 6   | 6 | 2 | 0 | 4 | 4  | 6  | −2  |                                   |
| 6   | La Luz              | 4   | 6 | 0 | 4 | 2 | 7  | 10 | −3  |                                   |
| 7   | Rampla Juniors      | 2   | 6 | 0 | 2 | 4 | 0  | 11 | −11 |                                   |

### Final
| \| 4 de maio de 2025 \| Tacuarembó \| 1 — 0 \| Atenas \| Montevidéu \| \| \| 13:30 (UTC−3) \| Guido Sosa 23' \| Relatório \| \| Estádio: Parque de Palermo Árbitro: Daniel Rodríguez \| \| |                |           |        |                                                      |  |
| 4 de maio de 2025 | Tacuarembó     | 1 — 0     | Atenas | Montevidéu                                           |  |
| 13:30 (UTC−3) | Guido Sosa 23' | Relatório |        | Estádio: Parque de Palermo Árbitro: Daniel Rodríguez |  |

## Fase regular
Na fase regular, as 14 equipes se enfrentam em turno e returno, totalizando 26 partidas para cada time. Os pontos conquistados no Torneo Competencia são somados a esta etapa. Ao final, os dois primeiros garantem acesso direto à Primeira Divisão, enquanto as equipes classificadas do terceiro ao quinto lugar — ou até o sexto, caso o campeão do Torneo Competencia termine entre os cinco primeiros — avançam aos play-offs de promoção.

### Classificação
- Atualizado até 11 de agosto de 2025

| #   | Equipe               | PTS | J  | V  | E | D | GP | GC | SG  | Classificação               |
| --- | -------------------- | --- | -- | -- | - | - | -- | -- | --- | --------------------------- |
| 1º  | Albion               | 32  | 14 | 10 | 2 | 2 | 19 | 7  | 12  | Promovido como CAMPEÃO      |
| 2º  | Rentistas            | 26  | 14 | 7  | 5 | 2 | 22 | 12 | 10  | Promovido como VICE-CAMPEÃO |
| 3º  | Tacuarembó           | 25  | 14 | 7  | 4 | 3 | 15 | 9  | 6   | Repescagem pelo 3º ACESSO   |
| 4º  | Colón                | 24  | 14 | 7  | 3 | 4 | 17 | 10 | 7   | Repescagem pelo 3º ACESSO   |
| 5º  | Fénix                | 23  | 14 | 6  | 5 | 3 | 17 | 12 | 5   | Repescagem pelo 3º ACESSO   |
| 6º  | Deportivo Maldonado  | 21  | 14 | 5  | 6 | 3 | 14 | 11 | 3   | Repescagem pelo 3º ACESSO   |
| 7º  | Oriental de La Paz   | 20  | 14 | 5  | 5 | 4 | 15 | 16 | −1  |                             |
| 8º  | Central Español      | 19  | 13 | 4  | 7 | 2 | 14 | 9  | 5   |                             |
| 9º  | Atenas de San Carlos | 19  | 14 | 5  | 4 | 5 | 13 | 12 | 1   |                             |
| 10º | Rampla Juniors       | 11  | 14 | 3  | 2 | 9 | 12 | 17 | −5  |                             |
| 11º | Artigas              | 11  | 14 | 1  | 8 | 5 | 10 | 15 | −5  |                             |
| 12º | Cerrito              | 10  | 14 | 2  | 4 | 8 | 11 | 23 | −12 |                             |
| 13º | La Luz               | 9   | 14 | 1  | 6 | 7 | 13 | 24 | −11 |                             |
| 14º | Uruguay Montevideo   | 9   | 13 | 2  | 3 | 8 | 9  | 24 | −15 |                             |

| Fonte: AUF (em castelhano), Tenfield (em castelhano) |

| Regras para classificação: 1) Pontos, 2) Saldo de gols, 3) Gols marcados, 4) Confronto direto (pontos, saldo, gols marcados), 5) Sorteio. |

### Disputa pelo terceiro acesso
| Semifinal |                         |          |                         |          |          |
| Chave     | Clube 1                 | Agregado | Clube 2                 | 1.º jogo | 2.º jogo |
| F1        | A definir               | —        | A definir               | —        | —        |
| F2        | A definir               | —        | A definir               | —        | —        |
| Final     |                         |          |                         |          |          |
| Chave     | Clube 1                 | Agregado | Clube 2                 | 1.º jogo | 2.º jogo |
| —         | Vencedor da Chave F1/F2 | —        | Vencedor da Chave F2/F1 | —        | —        |

## Tabela de Rebaixamento

### Médias de rebaixamento (2024–2025)
- Atualizado até 10 de agosto de 2025

| #   | Equipe              | PTS | Média | J  | V  | E  | D  | GP | GC | SG  | Rebaixamento        |
| --- | ------------------- | --- | ----- | -- | -- | -- | -- | -- | -- | --- | ------------------- |
| 1º  | Albion              | 87  | 1.673 | 52 | 24 | 15 | 13 | 57 | 43 | +14 |                     |
| 2º  | Central Español     | 31  | 1.632 | 19 | 8  | 7  | 4  | 22 | 15 | +7  |                     |
| 3º  | Deportivo Maldonado | 32  | 1.600 | 20 | 8  | 8  | 4  | 23 | 16 | +7  |                     |
| 4º  | Colón               | 83  | 1.596 | 52 | 23 | 14 | 15 | 71 | 43 | +28 |                     |
| 5º  | Rentistas           | 79  | 1.519 | 52 | 20 | 19 | 13 | 57 | 40 | +17 |                     |
| 6º  | Oriental            | 76  | 1.462 | 52 | 20 | 16 | 16 | 60 | 60 | 0   |                     |
| 7º  | Fénix               | 29  | 1.450 | 20 | 8  | 5  | 7  | 21 | 18 | +3  |                     |
| 8º  | Uruguay Montevideo  | 72  | 1.412 | 51 | 21 | 9  | 21 | 56 | 51 | +5  |                     |
| 9º  | Tacuarembó          | 71  | 1.365 | 52 | 19 | 14 | 19 | 50 | 51 | −1  |                     |
| 10º | Atenas              | 66  | 1.269 | 52 | 17 | 15 | 20 | 46 | 56 | −10 |                     |
| 11º | Cerrito             | 59  | 1.135 | 52 | 16 | 11 | 25 | 50 | 71 | −21 |                     |
| 12º | La Luz              | 48  | 0.923 | 52 | 10 | 18 | 24 | 48 | 68 | −20 |                     |
| 13º | Artigas             | 15  | 0.750 | 20 | 2  | 9  | 9  | 18 | 27 | −9  | Rebaixado por Média |
| 14º | Rampla Juniors      | 13  | 0.650 | 20 | 3  | 4  | 13 | 12 | 28 | −16 | Rebaixado por Média |

| Fonte: AUF (em castelhano), Tenfield (em castelhano) |

## Premiação
| Segunda División Profesional de 2025 Segunda Divisão do Campeonato Uruguaio de Futebol |
| -------------------------------------------------------------------------------------- |
| A definir Campeão (?° título da segunda divisão)                                       |